# USS Tulsa (LCS-16)
Pour les articles homonymes, voir USS Tulsa.
L'USS Tulsa (LCS-16) est un littoral combat ship de classe Independence de l’United States Navy. Il est le troisième navire à porter le nom de Tulsa, la deuxième plus grande ville de l’État américain de l’Oklahoma,.

## Conception
En 2002, l’US Navy a lancé un programme visant à développer le premier d’une flotte de littoral combat ships. La Navy a d’abord commandé deux navires à coque trimaran à General Dynamics, qui sont devenus connus sous le nom de navires de combat côtiers de classe Independence, d’après le premier navire de la classe, l’USS Independence. Les navires de combat côtiers aux numéros pairs de l’US Navy sont construits à l’aide de la conception de trimaran de classe Independence, tandis que les navires aux numéros impairs sont basés sur une conception concurrente, le navire de combat côtier monocoque conventionnel de classe Freedom. La commande initiale de navires de combat côtiers concernait un total de quatre navires, dont deux de la classe Independence. Le 29 décembre 2010, la Navy a annoncé qu’elle attribuait à Austal USA un contrat pour la construction de dix navires de combat côtiers supplémentaires de classe Independence,.

## Carrière
L’USS Tulsa a été construit par Austal USA à Mobile (Alabama). Une cérémonie de pose de la quille, qui signifie généralement le début de la construction du navire, a eu lieu aux chantiers navals Austal à Mobile le 11 janvier 2016, mais comme le navire a été assemblé à partir de modules préfabriqués, l’USS Tulsa était déjà achevé à 60 % à l’époque. Kathy Taylor, ancienne maire de Tulsa, a été la marraine du navire.
L’USS Tulsa a été baptisé le 11 février 2017, lancé le 16 mars 2017 et mis en service le 16 février 2019. Il a été affecté au Littoral Combat Ship Squadron One.
L’USS Tulsa est retourné à San Diego le 30 juillet 2022 après son déploiement.